# Corravillers
Corravillers (prononcer « coravilaire ») est une commune française de moyenne-montagne située dans le département de la Haute-Saône, la région culturelle et historique de Franche-Comté et la région administrative Bourgogne-Franche-Comté. Elle fait partie du massif des Vosges.
Ses habitants sont appelés les Corrévrots.

## Géographie

### Localisation
Dernier village de la Haute-Saône avant le département des Vosges, Corravillers occupe la haute vallée du Breuchin issu de la commune voisine de Beulotte-Saint-Laurent.

### Géologie et relief

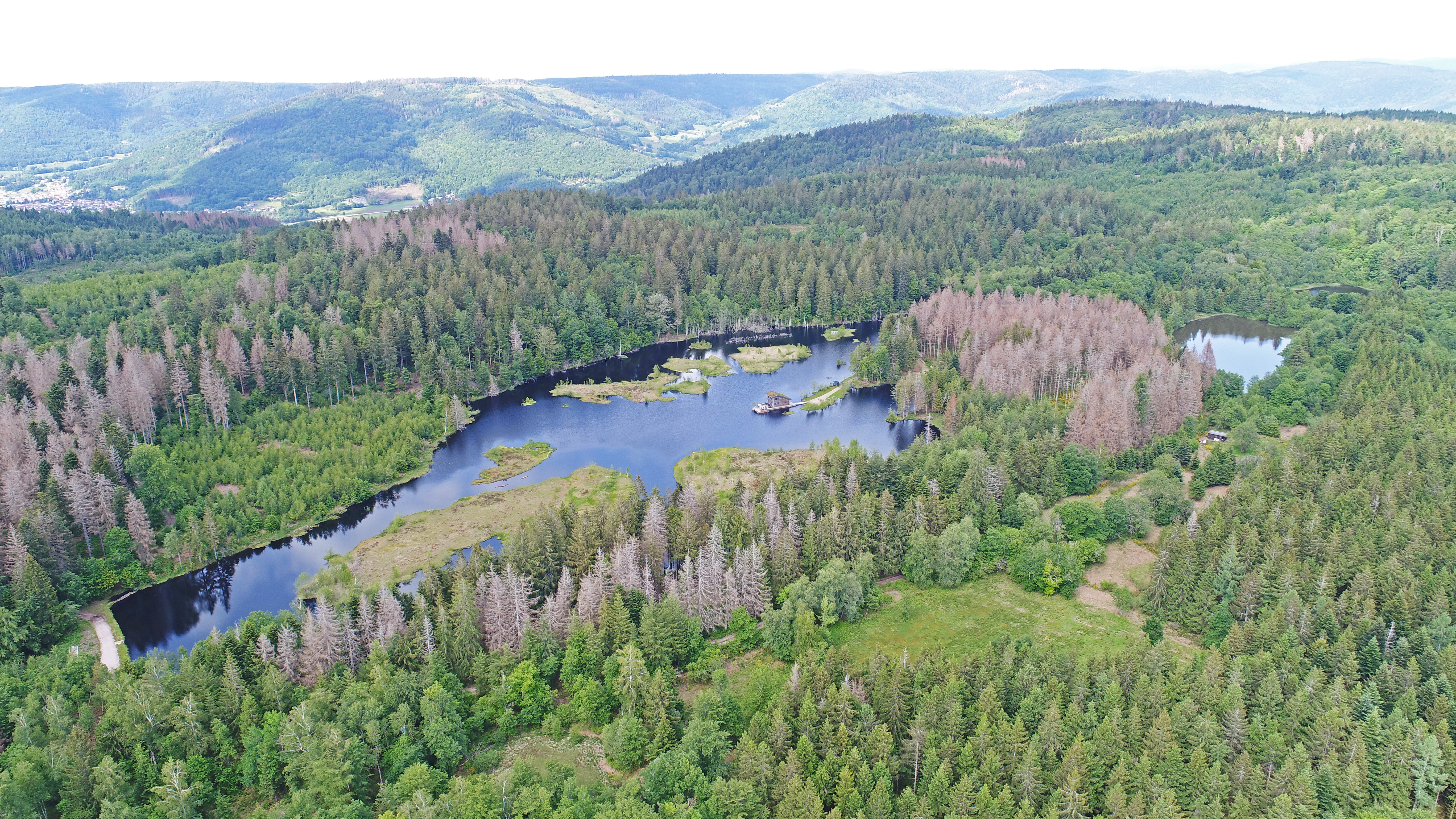
L'étang de l'Oranger à Corravillers.

Partie intégrante du massif des Vosges, le territoire communal appartient aux Vosges saônoises et à la Région des Mille étangs. Cette zone étendue marque le début de l'étage montagnard du Massif des Vosges lorsque l'on arrive par l'Ouest. Corravillers est entouré par quelques sommets qui dépassent tout de même les 700m d'altitude, tous ces sommets sont sur sa limite nord-est à la frontière avec Rupt-sur-Moselle et aux abords de la haute vallée du Breuchin.
On trouve directement à l'ouest du village le Haut de la Louvière à 756 m (Roches de la Louvière) mais le sommet est en réalité sur les communes de La Montagne, La Rosière et La Longine.
Dans le territoire de la commune de Corravillers on trouve comme sommets principaux : le plateau du Breuillet (676 m) au sud, le haut de la Bouloyes (685 m) juste à côté du Col du Mont de Fourche, puis en remontant la haute vallée du Breuchin on trouve le Haut d'Ompré (696 m), les Haut des Breuches (703 m), le haut du Murot (728 m) à proximité immédiate de l'étang de l'Oranger et enfin, le point culminant, situé à la pointe est de la commune, au Haut des Ravières (768 m), non loin de la route des Forts.
Par le col du Mont de Fourche (620 m), Rupt-sur-Moselle est à 7 km au nord-est.
Vers l'aval, au sud-ouest, Faucogney-et-la-Mer est à 8 km et Luxeuil à 24 km.
Le centre n'est pas très dense et la population se dissémine dans plusieurs hameaux ou écarts : la Banvoie, le Petit Corravillers, Esfoz, la Jeancôte...

### Sismicité
Commune située dans une zone 3 de sismicité modérée.

### Hydrographie et les eaux souterraines
Hydrogéologie et climatologie : Système d’information pour la gestion des eaux souterraines du bassin Rhin-Meuse :
Territoire communal : Occupation du sol (Corinne Land Cover); Cours d'eau (BD Carthage),
Géologie : Carte géologique; Coupes géologiques et techniques,
 Hydrogéologie : Masses d'eau souterraine; BD Lisa; Cartes piézométriques.
Cours d'eau traversant la commune :
- Le Breuchin[2].
- Ruisseau de la Saulotte[3].

### Climat
Pour des articles plus généraux, voir Climat de la Bourgogne-Franche-Comté et Climat de la Haute-Saône.
En 2010, le climat de la commune est de type climat de montagne, selon une étude du Centre national de la recherche scientifique s'appuyant sur une série de données couvrant la période 1971-2000. En 2020, Météo-France publie une typologie des climats de la France métropolitaine dans laquelle la commune est exposée à un climat semi-continental et est dans la région climatique  Vosges, caractérisée par une pluviométrie très élevée (1 500 à 2 000 mm/an) en toutes saisons et un hiver rude (moins de 1 °C). 
Pour la période 1971-2000, la température annuelle moyenne est de 9,2 °C, avec une amplitude thermique annuelle de 16,9 °C. Le cumul annuel moyen de précipitations est de 1 710 mm, avec 14,4 jours de précipitations en janvier et 11 jours en juillet. Pour la période 1991-2020, la température moyenne annuelle observée sur la station météorologique de Météo-France la plus proche, « Ballon de Servance », sur la commune de Haut-du-Them-Château-Lambert à 9 km à vol d'oiseau, est de 6,5 °C et le cumul annuel moyen de précipitations est de 1 882,9 mm. 
La température maximale relevée sur cette station est de 31,2 °C, atteinte le 24 juillet 2019 ; la température minimale est de −20,1 °C, atteinte le 20 décembre 2009,,. 
Les paramètres climatiques de la commune ont été estimés pour le milieu du siècle (2041-2070) selon différents scénarios d'émission de gaz à effet de serre à partir des nouvelles projections climatiques de référence DRIAS-2020. Ils sont consultables sur un site dédié publié par Météo-France en novembre 2022.

## Urbanisme

### Typologie
Au 1er janvier 2024, Corravillers est catégorisée commune rurale à habitat très dispersé, selon la nouvelle grille communale de densité à sept niveaux définie par l'Insee en 2022.
Elle est située hors unité urbaine. Par ailleurs la commune fait partie de l'aire d'attraction de Luxeuil-les-Bains, dont elle est une commune de la couronne,. Cette aire, qui regroupe 41 communes, est catégorisée dans les aires de moins de 50 000 habitants,.

### Occupation des sols
L'occupation des sols de la commune, telle qu'elle ressort de la base de données européenne d’occupation biophysique des sols Corine Land Cover (CLC), est marquée par l'importance des forêts et milieux semi-naturels (55,5 % en 2018), une proportion sensiblement équivalente à celle de 1990 (55,1 %). La répartition détaillée en 2018 est la suivante : 
forêts (55,5 %), zones agricoles hétérogènes (24,5 %), prairies (20 %). L'évolution de l’occupation des sols de la commune et de ses infrastructures peut être observée sur les différentes représentations cartographiques du territoire : la carte de Cassini (XVIIIe siècle), la carte d'état-major (1820-1866) et les cartes ou photos aériennes de l'IGN pour la période actuelle (1950 à aujourd'hui).

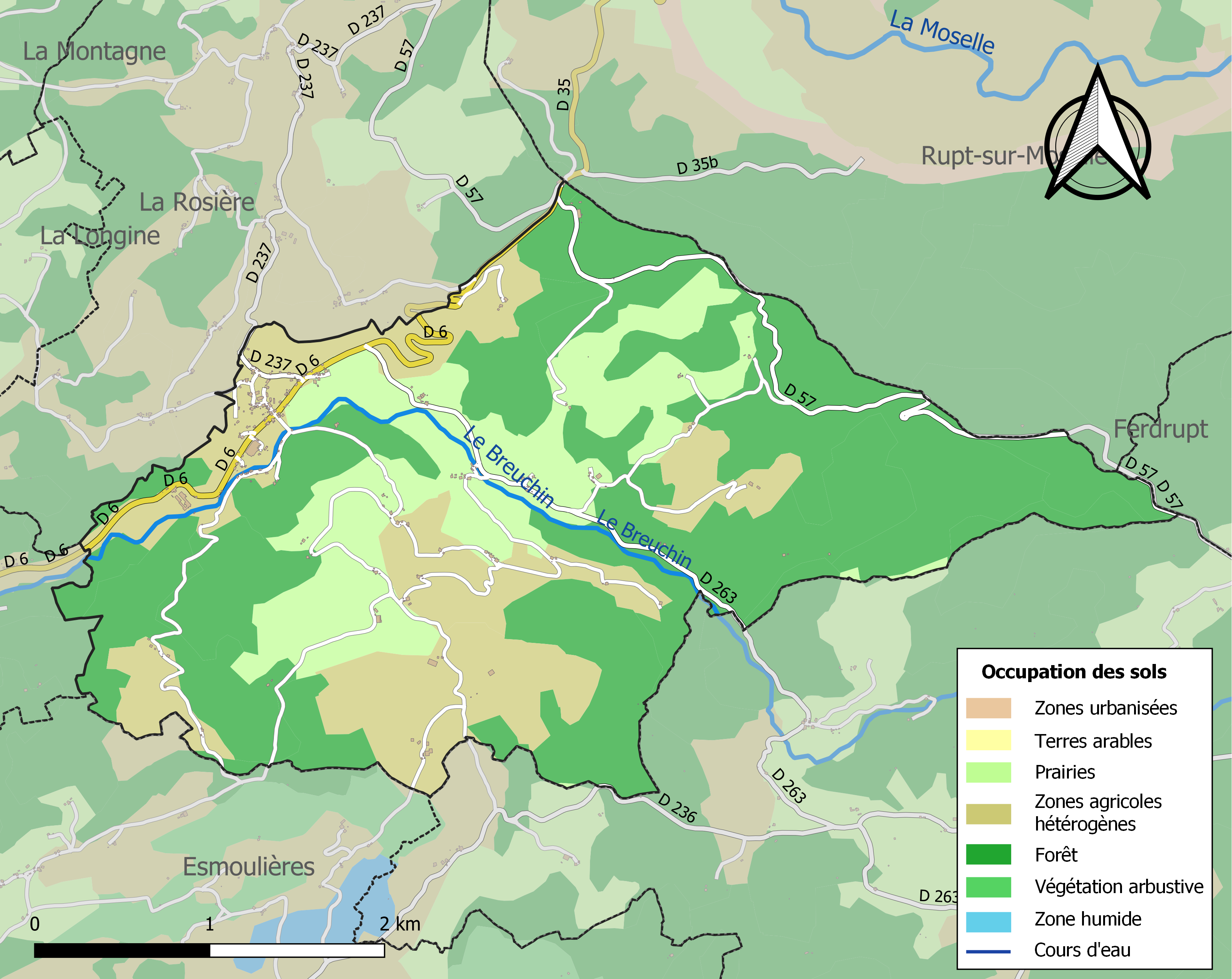
Carte des infrastructures et de l'occupation des sols de la commune en 2018 (CLC).

## Toponymie
La commune est créée à la Révolution française sous le nom de Le Plain. Elle porte en 1801 la dénomination de Le Plain-de-Conavillers puis de Le Plain-de-Corravillers. Le 13 février 1974, elle prend sa dénomination actuelle de Corravillers.
Ce nom est dérivé du nom de personne germanique Conrad construit avec l'appellatif villare, domaine rural. Corraveler (1275 pouillé) Corraviller, (1336) Conravillers, 1488 (archives de HS H 436, copie).

## Histoire

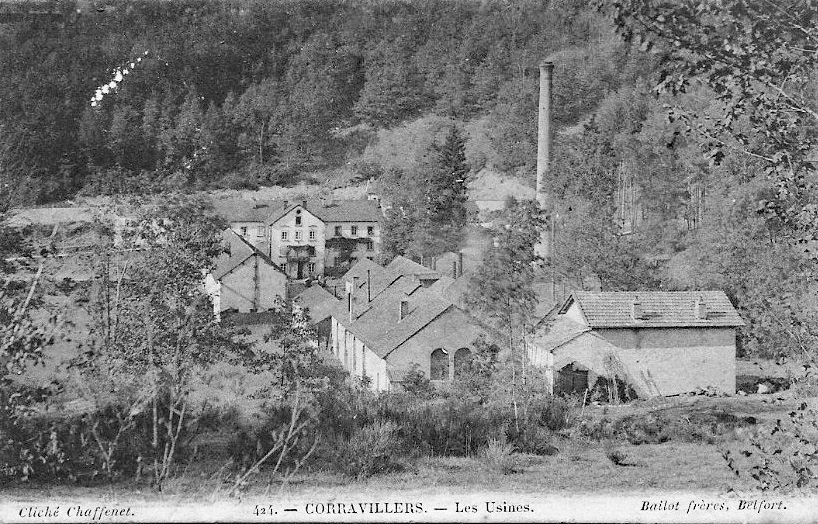
Usines de Corravillers.

Le Plain de Corravillers était un des fiefs relevant de la terre de Faucogney, et appartenant, au XVe siècle, à la maison de Courbessaint. Il passa, par des alliances successives, aux mains de MM. de Grammont et de Saint-Mauris, qui paraissent l'avoir tenu jusqu'en 1789.
Le village subit d'importantes destructions lors du tremblement de terre du 12 mai 1682, d’une intensité VIII (sur l’échelle MSK de XII degrés), dont l’épicentre est localisé au voisinage de Remiremont. Ce sinistre est considéré comme l’événement majeur de l’histoire sismique des Vosges.
Le village fut, de 1902 à 1938, le terminus d'une des lignes des chemins de fer vicinaux de la Haute-Saône provenant de Vesoul. Il a été remplacé par un service d’autocars reliant le village à Vesoul, Luxeuil, Rupt sur Moselle.
La commune s'est dotée d'un réseau d'eau potable en 1959, qui a été inauguré le 3 avril 1962. La commune a inauguré en 2016 le raccordement du hameau d’Esfoz à ce réseau. L'électricité a, elle, été installée en 1949/1950, après une première alimentation depuis une turbine du Moulin d'Esfoz en 1945.

## Politique et administration

Carte départementale représentant en rouge la Communauté de communes des 1000 étangs.

### Rattachements administratifs et électoraux
La commune fait partie de l'arrondissement de Lure du département de la Haute-Saône, en région Bourgogne-Franche-Comté. Pour l'élection des députés, elle dépend de la deuxième circonscription de la Haute-Saône.
La commune faisait partie depuis 1793 du canton de Faucogney-et-la-Mer. Dans le cadre du redécoupage cantonal de 2014 en France, la commune fait désormais partie du canton de Mélisey.

### Intercommunalité
La commune fait partie de la communauté de communes des mille étangs créée fin 2002.

### Liste des maires
| Période                                  | Période                       | Identité                       | Étiquette | Qualité                                             |
| ---------------------------------------- | ----------------------------- | ------------------------------ | --------- | --------------------------------------------------- |
| Les données manquantes sont à compléter. |                               |                                |           |                                                     |
| 1811                                     | 1839                          | Marc Xavier Petitjean          |           |                                                     |
| Les données manquantes sont à compléter. |                               |                                |           |                                                     |
| Inconnu                                  | 1959                          | Capitaine Girard               |           | Militaire                                           |
| 1959                                     | mars 1995                     | Jean-Marie Clément (1914-2010) |           | Chef d'entreprise, fils du précédent maire          |
| mars 1995                                | mars 2008                     | Henri Grandmougin              |           |                                                     |
| mars 2008                                | En cours (au 11 octobre 2016) | Catherine Lallement            |           | Agent administratif Réélue pour le mandat 2014-2020 |

### Budget et fiscalité 2022

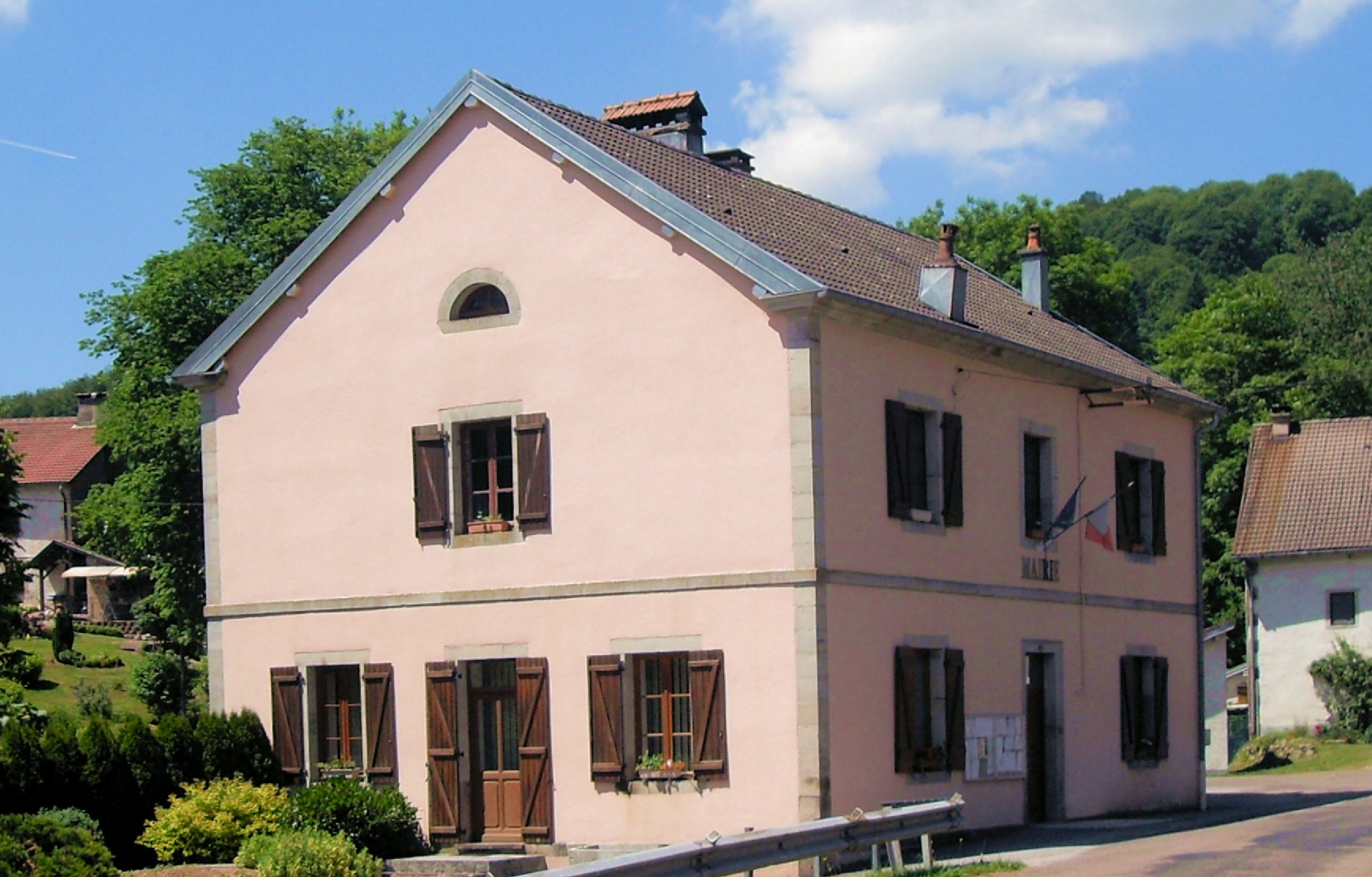
La mairie.

En 2022, le budget de la commune était constitué ainsi :
- total des produits de fonctionnement : 459 000 €, soit 2 368 € par habitant ;
- total des charges de fonctionnement : 174 000 €, soit 895 € par habitant ;
- total des ressources d’investissement : 138 000 €, soit 711 € par habitant ;
- total des emplois d’investissement : 151 000 €, soit 779 € par habitant.
- endettement : 62 000 €, soit 319 € par habitant.

Avec les taux de fiscalité suivants :
- taxe d’habitation : 9,75 % ;
- taxe foncière sur les propriétés bâties : 34,10 % ;
- taxe foncière sur les propriétés non bâties : 24,30 % ;
- taxe additionnelle à la taxe foncière sur les propriétés non bâties : 58,19 % ;
- cotisation foncière des entreprises : 17,70 %.

Chiffres clés Revenus et pauvreté des ménages en 2021 : médiane en 2021 du revenu disponible, par unité de consommation : 18 880 €.

## Population et société

### Démographie

#### Évolution démographique
L'évolution du nombre d'habitants est connue à travers les recensements de la population effectués dans la commune depuis 1793. Pour les communes de moins de 10 000 habitants, une enquête de recensement portant sur toute la population est réalisée tous les cinq ans, les populations de référence des années intermédiaires étant quant à elles estimées par interpolation ou extrapolation. Pour la commune, le premier recensement exhaustif entrant dans le cadre du nouveau dispositif a été réalisé en 2006.

En 2022, la commune comptait 164 habitants, en évolution de −12,77 % par rapport à 2016 (Haute-Saône : −1,4 %, France hors Mayotte : +2,11 %).
| 1793 | 1800 | 1806 | 1821 | 1831 | 1836 | 1841 | 1846 | 1851 |
| ---- | ---- | ---- | ---- | ---- | ---- | ---- | ---- | ---- |
| 610  | 535  | 584  | 545  | 742  | 720  | 778  | 798  | 836  |

| 1856 | 1861 | 1866 | 1872 | 1876 | 1881 | 1886 | 1891 | 1896 |
| ---- | ---- | ---- | ---- | ---- | ---- | ---- | ---- | ---- |
| 715  | 712  | 745  | 672  | 696  | 708  | 635  | 593  | 579  |

| 1901 | 1906 | 1911 | 1921 | 1926 | 1931 | 1936 | 1946 | 1954 |
| ---- | ---- | ---- | ---- | ---- | ---- | ---- | ---- | ---- |
| 605  | 650  | 650  | 592  | 580  | 649  | 642  | 597  | 572  |

| 1962 | 1968 | 1975 | 1982 | 1990 | 1999 | 2006 | 2011 | 2016 |
| ---- | ---- | ---- | ---- | ---- | ---- | ---- | ---- | ---- |
| 516  | 438  | 388  | 291  | 233  | 225  | 198  | 203  | 188  |

| 2021 | 2022 | - | - | - | - | - | - | - |
| ---- | ---- | - | - | - | - | - | - | - |
| 173  | 164  | - | - | - | - | - | - | - |

### Enseignement
Établissements d'enseignements :
- Écoles maternelles et primaires à Rupt-sur-Moselle, Ferdrupt, Ramonchamp, Faucogney-et-la-Mer.
- Collèges à Rupt-sur-Moselle, Faucogney-et-la-Mer, Le Thillot, Remiremont, Vagney.
- Lycées à Remiremont.

### Santé
Professionnels et établissements de santé :
- Médecins à Faucogney-et-la-Mer, Rupt-sur-Moselle, Girmont-Val-d'Ajol, Servqnce-Miellin, Le Val-d'Ajol, Le Thillot[30].
- Pharmacies à Rupt-sur-Moselle, Faucogney-et-la-Mer, Ramonchamp[31].
- Hôpitaux à Le Thillot, Luxeuil-les-Bains, Lure[32].
- Centre hospitalier Beatrix de Lorraine de Remiremont.

### Cultes
- Culte catholique, Paroisse Vallée du Breuchin[33], Diocèse de Besançon.

### Manifestations culturelles et festivités
L'association l'ASA Luronne organise une course de côte régionale au Mont-de-Fourche sur 2 km, avec quelques épingles et des portions rapides. Sa 34e édition a eu lieu le 7 août 2016,.

## Économie

### Entreprises et commerces

#### Agriculture
- Culture de céréales, de légumineuses et de graines oléagineuses.
- Sylviculture et autres activités forestières.
- Élevage d'autres bovins et de buffles.
- Élevage de vaches laitières.
- Élevage d'autres animaux

#### Tourisme
- Hébergements et restauration à La Rosière, La Montagne, Esmoulières, La Longine, Faucougney-et-la-Mer.

#### Commerces
- Commerces et services de proximité.
- L'entreprise Pro-Inject spécialisée dans l’injection thermoplastique, installée dans la commune en 2002, emploie en 2014 une vingtaine de personnes dans une ancienne filature de 1923 et s'étend dans un bâtiment voisin cédé par la commune[36].
- L'entreprise Gaio, fabricant de cuisine, est implantée à La Longine en 1990, et  emploie près d'une cinquantaine de personnes en 2014[37].

## Culture locale et patrimoine

### Lieux et monuments

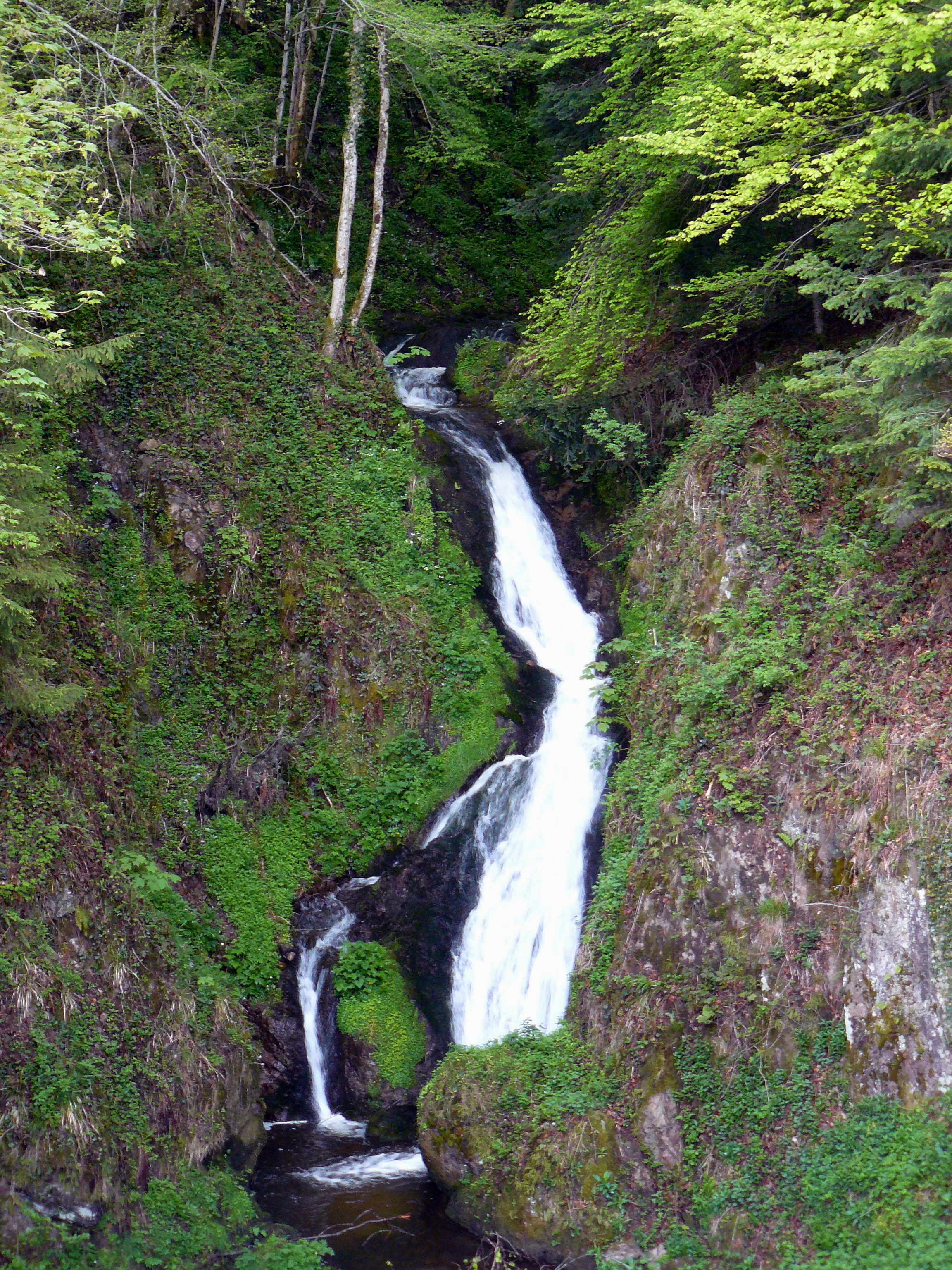
La cascade du Tampa.
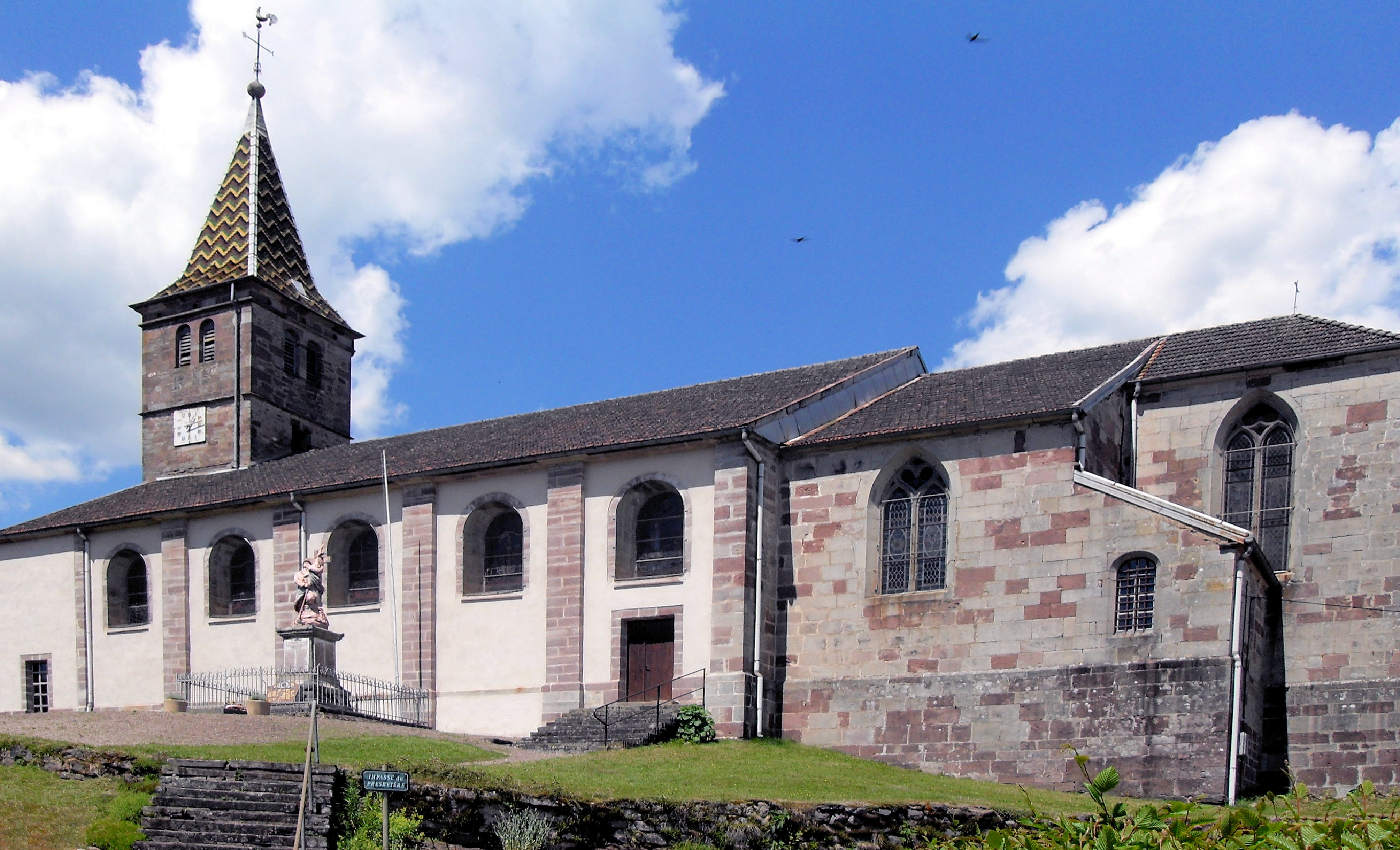
L'église de la Nativité-de-Saint-Jean-Baptiste.
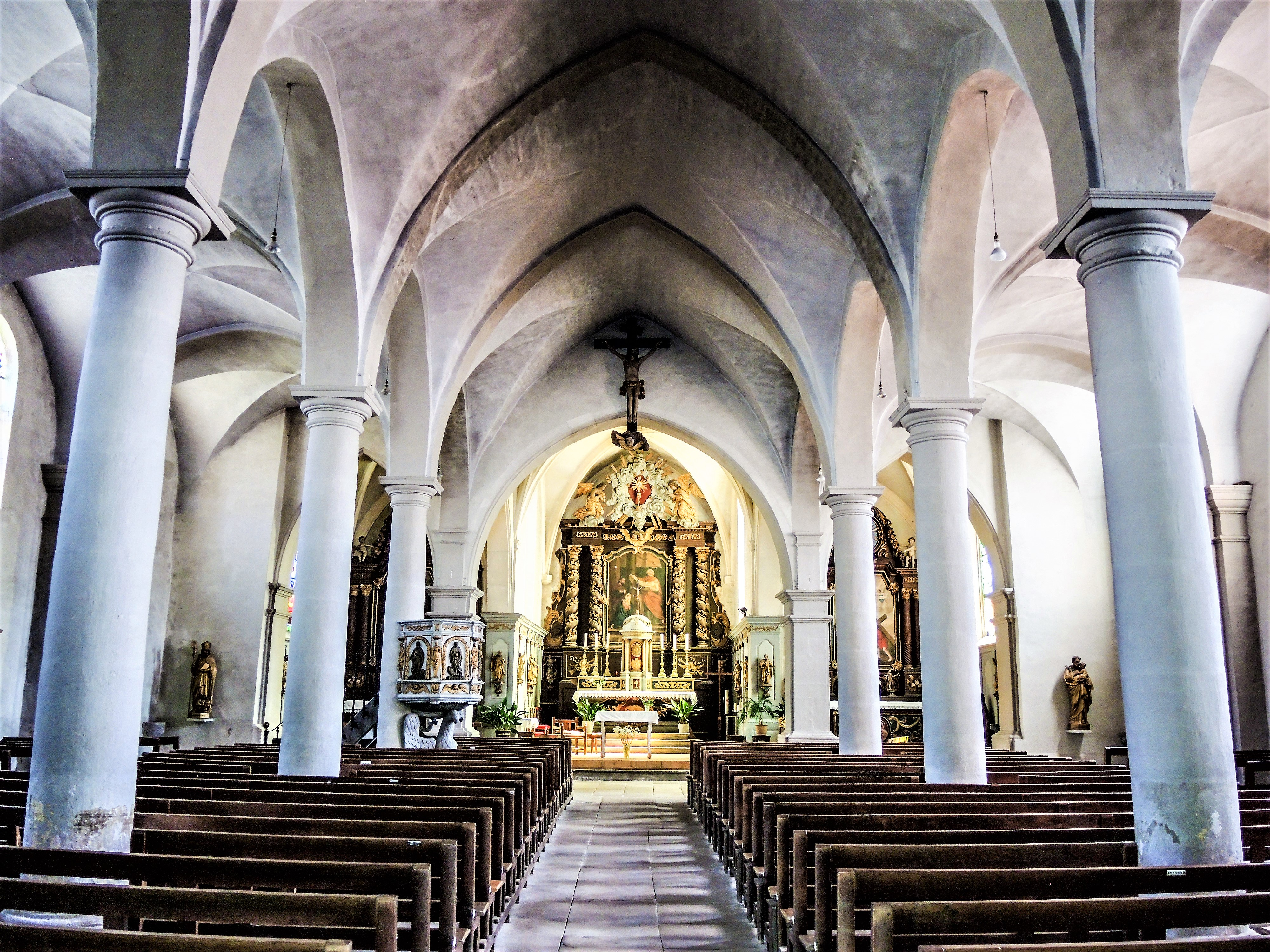
Nef de l'église.
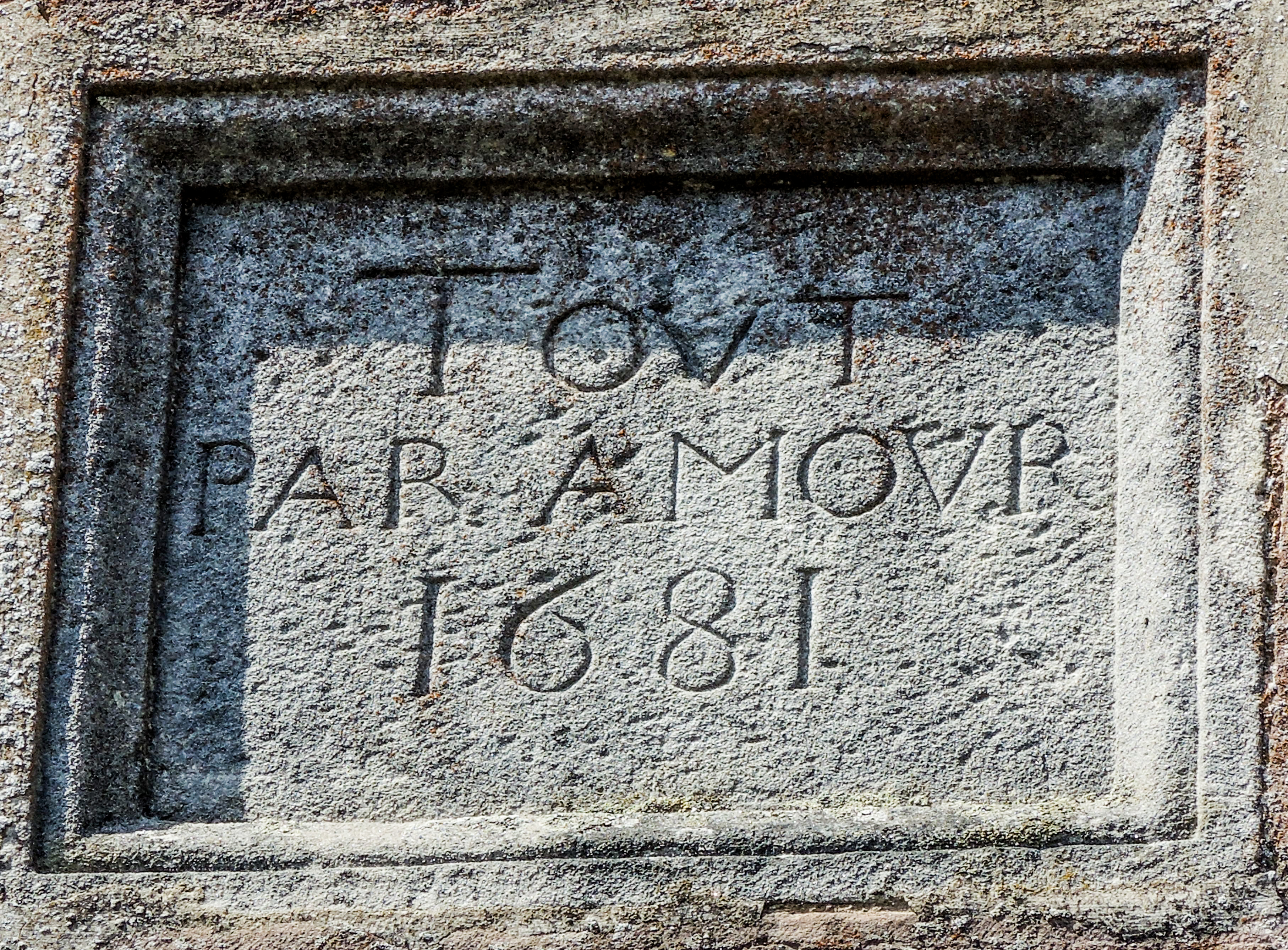
Cartouche, daté de 1681, inséré dans le mur nord de l'église, à l'extérieur.

- Cascade du Tampa, un affluent du Breuchin.
- Église de la Nativité-de-Saint-Jean-Baptiste : église-halle du XIIIe siècle ou XIVe siècle, reconstruite au XVIIIe siècle en préservant le clocher-porche et le chœur bâtis au début du XVIIe siècle. Coiffé d'une toiture en pavillon, le clocher présente successivement un portail plein cintre, un second niveau percé de fenêtres bigéminées, aujourd'hui murées, puis une chambre de sonnerie bâtie au XVIIIe siècle lors du remaniement complet de l'église.

Chaire à prêcher.
Autel, retable (maître-autel).
2 autels et retables secondaires.
Cloche de 1806.
14 statuettes : Les Douze apôtres, Saint Paul, Salvator mundi.
Statuette de confrérie église de la Nativité de Saint-Jean-Baptiste.
Statue Saint Jean l'Évangéliste.
Statue saint Jean, inscrite au titre des objets mobiliers le 29 décembre 1992.
Orgue d'accompagnement de Raymond Dominique, 1983,.
Christ en croix.
- La forge Clément[49] : fabrique d'outils agricoles et de charrues, en activité du milieu de XIXe siècle jusqu'en 2004[50].
- Tissage de coton de la Société cotonnière du Breuchin, actuellement usine d'articles en matière plastique Pro Inject[51].
- Moulin à farine dit moulin d'Esfoz, puis minoterie[52], en cours de restauration[53].
- Monument aux morts, inauguré en 1927 en mémoire des 94 enfants de Corravillers, La Rosière, La Montagne, La Longine morts pour la France[16].

### Héraldique
| Blason de Corravillers | Blason  | Coupé, au premier d'or à trois bandes de gueules et au deuxième d'or au lion de gueules couronné d'azur et tenant une épée du même. |
| Blason de Corravillers | Détails | Le statut officiel du blason reste à déterminer.                                                                                    |